# Oschadbank
Oschadbank (Ощадбанк) er en ukrainsk statsejet bank, som blev etableret som et aktieselskab i 1999, mens historie går tilbage til 1991. I 2016 havde de 3.650 filialer og 2.850 pengeautomater.
Virksomheden har hovedkvarter i Kyiv.